# Лебедев, Андрей Валентинович (филолог)
Андре́й Валенти́нович Ле́бедев (род. 9 мая 1951, Москва, СССР) — советский и российский филолог-классик, философ. Кандидат филологических наук (1980), профессор. С 2003 года — ведущий научный сотрудник Института философии РАН. Один из авторов Философского энциклопедического словаря и Большой Российской энциклопедии.

## Биография и творчество
Сын советского генерала В. Я. Лебедева и Элли Асимакополус, гречанки по происхождению, дочери генерального секретаря рабочих профсоюзов Стамбула Никоса Асимакопулоса. В 1973 году окончил филологический факультет ЛГУ имени А. А. Жданова. Затем до 1990 года работал научным сотрудником в Институте философии АН СССР.
В ЛГУ имени А. А. Жданова под научным руководством доктора филологических наук, профессора А. И. Доватура защитил диссертацию на соискание учёной степени кандидата филологических наук по теме «Реконструкция древнеионийских космогонических текстов (Фалес, Анаксимандр, Гераклит)». В 1989 году опубликовал фундаментальную хрестоматию «Фрагменты ранних греческих философов», содержание которой составляют широко комментированные переводы досократиков (только первая часть; вторая часть хрестоматии по состоянию на 2023 год не опубликована).
В 1990—1992 годах — приглашённый адъюнкт-профессор Университета Джонса Хопкинса. В 1996—2000 годах — приглашённый профессор философии, с 2000 года адъюнкт-профессор философии Критского университета. С 2007 года профессор в Центре антиковедения Института восточных культур и античности РГГУ.
Результат многолетней работы А. В. Лебедева — критический перевод и исследование сохранившихся текстов Гераклита — опубликован в 2014 году.

## Семья
Имеет двух сыновей от брака с писательницей Татьяной Толстой — Алексея и Артемия. Также есть дочь Ариадна (2010).
Книги
- Фрагменты ранних греческих философов. Ч. I: От эпических теокосмогоний до возникновения атомистики / Издание подготовил А. В. Лебедев. — М.: Наука, 1989. — 576 с.
- Логос Гераклита. Реконструкция мысли и слова. — Санкт-Петербург : Наука, 2014. — 533 с. — (Слово о сущем; т. 109). — ISBN 978-5-02-038399-9

Статьи
- Агональная модель космоса у Гераклита // Историко-философский ежегодник’87. — М.: Наука, 1987. — С. 29—46.
- Геометрический стиль и космология Анаксимандра // Культура и искусство античного мира. — М., 1980. — С. 100—124.
- Греческая философия как реформа языка // Индоевропейское языкознание и классическая филология-XIV (Чтения памяти проф. И. М. Тронского). Материалы международной конференции. — СПб., 2009. — С. 359—368.
- Демиург у Фалеса? (К реконструкции космогонии Фалеса Милетского) // Текст: семантика и структура. — М., 1983. — С. 51—66.
- Западногреческие философские поэмы и гомеровская традиция: преемственность или разрыв? // Индоевропейское языкознание и классическая филология-XV (Чтения памяти проф. И. М. Тронского). Материалы международной конференции. — СПб., 2010. — С. 359—368.
- Об изначальной формулировке традиционного тезиса ΤΗΝ ΑΡΧΗΝ ΥΔΩΡ ΕΙΝΑΙ // Balcanica. Лингвистические исследования. — M., 1979. — С. 167—176.
- Проблема аутентичности ΑΡΧΗ как милетского термина (к интерпретации свидетельства Теофраста) // Материалы к историографии античной и средневековой философии. — М.: ИФ АН, 1990. — С. 24—44.
- Происхождение имени Орфея // Балканы в контексте Средиземноморья: Проблемы реконструкции языка и культуры. — М.: Наука, 1986. — С. 37—39.
- Фалес и Ксенофан // Античная философия в интерпретациях буржуазных философов. — М., 1981. — С. 1—16.
- ΠΑΤΗΡ-ΔΗΜΙΟΥΡΓΟΣ-ΒΑΣΙΛΕΥΣ. Синонимия метафорических кодов в древнегреческих космогонических текстах // BALCANO-BALTO-SLAVICA. Симпозиум по структуре текста / под ред Вяч. Вс. Иванова. — М., 1979. — С. 24—27.
- ТО ΑΠΕΙΡΟΝ: не Анаксимандр, а Платон и Аристотель // Вестник древней истории. — 1978. — № 1. — С. 39—54; № 2. — С. 43—58.
- 'ΨΗΓΜΑ ΣΥΜΦΥΣΩΜΕΝΟΝ. Новый фрагмент Гераклита (реконструкция металлургической метафорики в космогонических фрагментах Геркалита // Вестник древней истории. — 1979. — № 1. — С. 39—54; 1980. — № 2. — С. 43—58.
- ΨΥΧΗΣ ΠΕΙΡΑΤΑ (о денотате термина в космологических фрагментах Гераклита 66-67 Marcovich // Структура текста. — М., 1980. — С. 118—147.
- Лебедев А. В. Аристотель // Новая философская энциклопедия / Ин-т философии РАН; Нац. обществ.-науч. фонд; Предс. научно-ред. совета В. С. Стёпин, заместители предс.: А. А. Гусейнов, Г. Ю. Семигин, уч. секр. А. П. Огурцов. — 2-е изд., испр. и допол. — М.: Мысль, 2010. — ISBN 978-5-244-01115-9.
- Лебедев А. В. «Метафизика» // Новая философская энциклопедия / Ин-т философии РАН; Нац. обществ.-науч. фонд; Предс. научно-ред. совета В. С. Стёпин, заместители предс.: А. А. Гусейнов, Г. Ю. Семигин, уч. секр. А. П. Огурцов. — 2-е изд., испр. и допол. — М.: Мысль, 2010. — ISBN 978-5-244-01115-9.
- Избавляясь от досократиков // Философия в диалоге культур: Материалы Всемирного дня философии. — М.: Прогресс-Традиция, 2010. — С. 177—183.
- Нумерология / А. И. Кобзев (Китайская нумерология), А. В. Лебедев (Нумерология в античности), К. Ю. Бурмистров (еврейская нумерология), В. О. Бобровников (арабо-мусульманская нумерология), О. С. Воскобойников (европейская нумерология) // Николай Кузанский — Океан [Электронный ресурс]. — 2013. — С. 387—389. — (Большая российская энциклопедия : [в 35 т.] / гл. ред. Ю. С. Осипов ; 2004—2017, т. 23). — ISBN 978-5-85270-360-6.